# ReJoyce: The Christmas Album
Albums de Jessica Simpson
In This Skin
(2003) A Public Affair
(2006)
Singles
1. Let It Snow! Let It Snow! Let It Snow!
Sortie : 14 septembre 2004
2. What Christmas Mean To Me
Sortie : 2004
3. O Holy Night
Sortie : 2004

Rejoyce: The Christmas Album est le quatrième album et le premier opus de Noël de la chanteuse américaine Jessica Simpson, sorti le 23 novembre 2004. L'album est essentiellement composé de chants traditionnels de Noël tels que : Let It Snow! Let It Snow! Let It Snow!, The Christmas Song (Chestnuts Roasting On A Open Fire), Little Drummer Boy en duo avec Ashlee Simpson, Baby It's Cold Outside en duo avec Nick Lachey, What Child It This ou encore Breath Of Heaven (Mary's Song), une reprise d'Amy Grant. L'album contient des sonorités pop, soul, jazz voir mêmes gospel à l'image de Hark! The Herald Angels Sing, qui est accompagné du chœur gospel Greater Anoiting et de Tye Tribett. 
L'opus génère trois singles : Let It Snow! Let It Snow! Let It Snow! qui atteint la vingtième place au Billboard, What Christmas Mean To Me, qui malgré l'absence de vidéo, s'érige au huitième rang du Billboard et O Holy Night.
L'album, qui vient juste après l'énorme succès de son précédent opus In This Skin, paru en 2003, se vend à 669,000 copies aux États-Unis, est certifié disque d'or par la RIAA et s'est écoulé en janvier 2005 à plus 1 million d'exemplaires vendus dans le monde.

## Historique
À la suite de son  mariage avec Nick Lachey en 2002, il a été confirmé que Nick et Jessica avaient créé leur propre émission de télé-réalité intitulé Newlyweds: Nick and Jessica diffusée sur MTV. Au départ, l'émission était dédiée pour Michael Jackson et Lisa Marie Presley mais le couple a décidé de ne pas le faire. Le projet était mis en attente jusqu'en 2002, où son père, Joe Simpson, a pris contact avec MTV afin qu'ils fassent l'émission avec sa fille et son nouveau mari. L'émission devient vite très connue, obtenant ainsi le statut de phénomène culturel, mettant alors Jessica Simpson et son mari Nick Lachey, sur un piédestal. Dans un même temps, Jessica avait donc sorti l'opus In This Skin, qui s'est vendu à plus de 7 millions de copies dans le monde dont 4 millions aux États-Unis, à ce jour. Elle continue donc de surfer sur le succès en sortant un album de Noël.

## Composition
La première piste de l'album de est "Let It Snow! Let It Snow! Let It Snow!", également connue sous le nom Let It Snow, est écrite par le parolier Sammy Cahn et composée par Jule Styne en juillet 1945, a été écrite à Hollywood, en Californie, au cours d'une des journées les plus chaudes de l'histoire. En 1945, Woody Herman enregistre la chanson comprenant l'iconique solo de trompette de Sonny Berman. Elle fut, par la suite, maintefois reprise dont en 1948 par Frank Sinatra pour son album Christmas Songs by Sinatra.
La deuxième piste est la chanson traditionnelle "The Christmas Song", un classique de Noël écrit en 1944 par le musicien, compositeur et chanteur Mel Tormé et Bob Wells. Selon Tormé, la chanson a été écrite pendant un été caniculaire et fut enregistrée la première fois, par le trio Nat King Cole au début de 1946. Également très populaire, cette chanson bénéficie aussi de nombreuses reprises. La chanson suivante "Baby It's Cold Outside", écrite par Frank Loesser en 1944, interprétée en collaboration avec son mari Nick Lachey, est conçue pour être entendue comme une conversation entre deux personnes, considérées comme "souris" et "loup", comme sur la partition imprimée originale, dont chaque lignes de la chanson comportent une déclaration «temps» suivie d'une réponse du "loup". "O Holy Night", quatrième piste de l'album, est une chanson traditionnelle de Noël qui parle de la naissance de Dieu, est composée en 1847 par Adolphe Adam et basée sur les paroles écrite en français par lettre de Placide Cappeau en en 1843. Chanson devenue traditionnelle, elle est également reprise par de nombreux artistes. Le cinquième extrait "The Little Drummer Boy", en duo avec sa sœur Ashlee Simpson, est une chanson populaire de Noël, dont le thème raconte l'histoire imaginaire d'un enfant qui gagne sa vie avec un tambour et qui, n'ayant rien à donner au Messie le nouveau-né la veille de Noël, décide de lui chanter une sérénade avec son instrument comme preuve amour, composée uniquement pour faire sourire les nouveau-nés vous sourit et lui faire savoir que vous lui porter de l'intention.
La sixième chanson est "I Saw Mommy Kissing Santa Claus", une chanson de Noël dont la  musique et les paroles sont signées de Tommie Connor. L'enregistrement original fut réalisé en 1952, par Jimmy Boyd, quand il avait 13ans. La piste suivante "What Child Is This?", est une chanson de Noël populaire écrite en 1865 par William Chatterton Dix alors âgé de vingt ans, parle de la naissance de Dieu. Le huitième piste de l'album est "What Christmas Mean To Me", chant de Noël écrit par Allen Story, Anna Gordy Gaye et Gordy George, dévoilant l'importance de Noël pour une personne. "Breath Of Heaven (Mary's Song)", la neuvième piste de l'album, a été écrite par Chris Eaton et Amy Grant et interprétée par Amy Grant, extrait de son opus Home For Christmas, paru en 1992, qui parle du souffle du paradis. "It's Christmas Time Again", la seule chanson inédite de l'album, écrite par Jessica, Billyman, Nick Lachey et Chris Rojas, est une chanson pop qui parle de l'importance de Noël. La dernière chanson de l'opus "Hark! The Herald Angels Sing", est un chant traditionnel de Noël, qui est apparu en 1739 dans la collection Hymnes et Poèmes sacrés, ayant été écrit par Charles Wesley. Ce titre gospel est accompagné du chœur gospel Greater Anoiting et de Tye Tribett.

## Singles
Le 14 septembre 2004, elle publie le premier single de l'opus, prénommé Let It Snow! Let It Snow! Let It Snow!. Le single se classe à la vingtième place au Billboard. Le vidéoclip qui accompagne la chanson, dévoile Jessica en train de chanter devant un sapin, sous un parapluie rouge. Jessica Simpson Let It Snow vidéo officielle Youtube.com
Plus tard, en 2004, elle sort un second single : What Christmas Mean To Me, qui, malgré l'absence de vidéo, s'érige au huitième rang du Billboard.
La même année, elle délivre un troisième single O Holy Night, qui n'est pas classé, mais qui obtient une vidéo, dont celle-ci représente Jessica en train de chanter derrière un fond d'étoiles. Jessica Simpson O Holy Night vidéo officielle Youtube.com

## Performance commerciale
L'album débute à la seizième place au Billboard 200 avec plus de 152 000 ventes dès la première semaine. Plus tard, l'album grimpe de deux rang et s'érige à la quatorzième position. L'opus se vend à 669,000 copies aux États-Unis, est certifié disque d'or par la RIAA et s'est écoulé en janvier 2005 à plus 1 millions d'exemplaires vendus dans le monde.

## Liste des titres et formats
| No  | Titre                                                        | Producteur(s)          | Durée |
| --- | ------------------------------------------------------------ | ---------------------- | ----- |
| 1.  | Let It Snow! Let It Snow! Let It Snow!                       | billymann              | 2:01  |
| 2.  | The Christmas Song (Chestnuts Roasting On A Open Fire)       | billymann              | 4:02  |
| 3.  | Baby, It's Cold Outside (en duo avec Nick Lachey)            | billymann              | 2:47  |
| 4.  | O Holy Night                                                 | billymann              | 4:10  |
| 5.  | The Little Drummer Boy (en duo avec Ashlee Simpson)          | billymann              | 3:39  |
| 6.  | I Saw Mommy Kissing Santa Claus                              | billymann              | 3:07  |
| 7.  | What Child Is This                                           | billymann              | 3:55  |
| 8.  | What Christmas Means to Me                                   | billymann              | 3:00  |
| 9.  | Breath Of Heaven (Mary's Song)                               | billymann, Chris Rojas | 5:38  |
| 10. | It's Christmas Time Again                                    | billymann              | 3:12  |
| 11. | Hark! The Herald Angels Sing (featuring Tye Tribbett and GA) | billymann              | 3:12  |

## Classement hebdomadaire
| Chart (2004–2012)                 | Peak position |
| --------------------------------- | ------------- |
| U.S. Billboard Top Holiday Albums | 2             |
| U.S. Billboard 200                | 14            |
| U.S. Billboard Catalog Albums     | 30            |

## Personnel
- Jessica Simpson - voix
- Nick Lachey - voix, auteur
- Jennifer Paige - choriste
- Ashlee Simpson - voix
- Arrangeurs: Nick Lachey, Jessica Simpson, ...